# لوكا غاري
لوكا غاري (بالإيطالية: Luca Garri)‏ مواليد 3 يناير 1982 في أستي، إيطاليا، هو لاعب كرة سلة إيطالي بدأ مسيرته الاحترافية في سنة 2000 ويحمل الرقم 15. مثّل منتخب بلاده. شارك في مسابقة كرة السلة في الألعاب الأولمبية الصيفية.

## فرق لعب لها
- فيرتوس روما
- فيرتوس بالاكانسترو بولونيا
- يوفي كازيرتا باسكت
- بالاكانسترو فاريزي

## الميداليات
| الميدالية | المسابقة                       |
| --------- | ------------------------------ |
| فضية      | الألعاب الأولمبية الصيفية 2004 |

## روابط خارجية
- لوكا غاري على موقع الاتحاد الدولي لكرة السلة (الإنجليزية)
- لوكا غاري على موقع الدوري الأوروبي لكرة السلة (الإنجليزية)
- لوكا غاري على موقع كرة السلة الأوروبية.كوم (الإنجليزية)
- لوكا غاري على موقع ريلجم (الإنجليزية)
- لوكا غاري على موقع بروبوليرز (الإنجليزية)
- لوكا غاري على موقع سبورتس رفرنس (الإنجليزية)
- لوكا غاري على موقع اللجنة الأولمبية الدولية (الإنجليزية)
- لوكا غاري على موقع أوليمبيديا (الإنجليزية)
- لوكا غاري على موقع اللجنة الأولمبية الإيطالية (الإيطالية)